# Episodi di Die Rosenheim-Cops (nona stagione)
La nona stagione della serie televisiva Die Rosenheim-Cops è stata trasmessa in anteprima in Germania dalla ZDF tra l'8 settembre 2009 e il 13 aprile 2010.
| nº | Titolo originale                 | Titolo italiano | Prima TV Germania | Prima TV Italia |
| -- | -------------------------------- | --------------- | ----------------- | --------------- |
| 1  | Eine Nacht mit Folgen            | inedito         | 8 settembre 2009  | inedito         |
| 2  | Dumm gelaufen                    | inedito         | 15 settembre 2009 | inedito         |
| 3  | Tod nach Dienstschluss           | inedito         | 22 settembre 2009 | inedito         |
| 4  | Ein Hai weniger                  | inedito         | 29 settembre 2009 | inedito         |
| 5  | Tod eines ehrenwerten Mannes     | inedito         | 6 ottobre 2009    | inedito         |
| 6  | Das Fenster zum Tod              | inedito         | 13 ottobre 2009   | inedito         |
| 7  | Alle haben Dreck am Stecken      | inedito         | 20 ottobre 2009   | inedito         |
| 8  | Ein Schuss in der Nacht          | inedito         | 27 ottobre 2009   | inedito         |
| 9  | Tödliche Gier                    | inedito         | 3 novembre 2009   | inedito         |
| 10 | Ein fast perfekter Plan          | inedito         | 10 novembre 2009  | inedito         |
| 11 | Ottos letzter Sieg               | inedito         | 17 novembre 2009  | inedito         |
| 12 | Irren ist mörderisch             | inedito         | 24 novembre 2009  | inedito         |
| 13 | Gefährliche Nachbarn             | inedito         | 1º dicembre 2009  | inedito         |
| 14 | Es ist nicht alles Gold...       | inedito         | 8 dicembre 2009   | inedito         |
| 15 | Im Fadenkreuz                    | inedito         | 15 dicembre 2009  | inedito         |
| 16 | Urlaubsreise in den Tod          | inedito         | 22 dicembre 2009  | inedito         |
| 17 | Wer zu viel weiß, ist früher tot | inedito         | 29 dicembre 2009  | inedito         |
| 18 | Um ein Haar                      | inedito         | 5 gennaio 2010    | inedito         |
| 19 | Der Tod der alten Dame           | inedito         | 12 gennaio 2010   | inedito         |
| 20 | Voodoo in Rosenheim              | inedito         | 26 gennaio 2010   | inedito         |
| 21 | Eine Hochzeit und ein Todesfall  | inedito         | 2 febbraio 2010   | inedito         |
| 22 | Keiner hat's gesehen             | inedito         | 9 febbraio 2010   | inedito         |
| 23 | Ritt in den Tod                  | inedito         | 23 febbraio 2010  | inedito         |
| 24 | Bei Einbruch: Mord               | inedito         | 2 marzo 2010      | inedito         |
| 25 | Tod im Kühlraum                  | inedito         | 9 marzo 2010      | inedito         |
| 26 | Aller Laster Anfang...           | inedito         | 16 marzo 2010     | inedito         |
| 27 | Der Schlüssel zum Tod            | inedito         | 23 marzo 2010     | inedito         |
| 28 | Eine Jagd mit Folgen             | inedito         | 30 marzo 2010     | inedito         |
| 29 | Safe mit mörderischem Inhalt     | inedito         | 6 aprile 2010     | inedito         |
| 30 | Tod in der Rikscha               | inedito         | 13 aprile 2010    | inedito         |